# Kropp, Helsingborgs kommun
Kropp är kyrkbyn i Kropps socken i Helsingborgs kommun i Skåne, öster om Helsingborg.
Här ligger Kropps kyrka. 